# Danville (Iowa)
Danville é uma cidade localizada no estado americano de Iowa, no Condado de Des Moines.

## Demografia
Segundo o censo americano de 2000, a sua população era de 914 habitantes.
Em 2006, foi estimada uma população de 856, um decréscimo de 58 (-6.3%).

## Geografia
De acordo com o United States Census Bureau tem uma área de
2,0 km², dos quais 2,0 km² cobertos por terra e 0,0 km² cobertos por água. Danville localiza-se a aproximadamente 216 m acima do nível do mar.

## Localidades na vizinhança
O diagrama seguinte representa as localidades num raio de 20 km ao redor de Danville.